# 宮尾信次郎
宮尾 信次郎（みやお しんじろう、1982年11月16日 - ）は、日本のリングアナウンサー (プロレス)。
大阪府吹田市出身。

## 経歴
2003年、大阪プロレスに音響スタッフとして入社。
2004年5月15日、大阪デルフィン・アリーナにて、ゴア対的場真人戦でリングアナウンサーとしてデビュー。
2014年4月20日、大阪プロレスを退団しフリーとなる。
2022年1月1日、ゼウス体制となった大阪プロレスの統括マネージャーに就任。

## 人物
- 興行中、リングアナウンサーのほかに音響と映像、時には照明も兼任している。機材操作の為、常に本部席にてアナウンスを行っていてリングに上がることは滅多に無い。リングに上がらない理由の一つに「機材がないと落ち着いて喋れない。」と語っている。
- 試合以外にはグラフィックデザインなどを行っている。
- 原田大輔と同郷で、学年は違うが同じ小学校出身である。
- 毎年100以上の興行に携わっており、プロレス以外にもアマチュアボクシングや格闘技のリングアナウンサーも務める。
- 運動神経がよく、トップロープから宙返りしたことがある。